# Ян Мйодек
Ян Францішек Мйодек (пол. Jan Franciszek Miodek, нар. 7 червня 1946 року, Тарновські Гури) — польський лінгвіст і граматик-нормативіст, професор гуманітарних наук, колишній директор Інституту польської філології Вроцлавського університету, член Комітету з лінгвістики Польської академії наук. Як член Ради польської мови при Президії Польської академії наук з 1996 року, тобто з самого початку її існування, він є співвідповідальним за всі постанови Ради щодо правопису. Популяризатор знань про польську мову, відомий, зокрема, як нормативний авторитет у галузі польської мови.
З 1968 року веде щотижневу мовну рубрику під назвою «Rzecz o języka» у виданні «Słowo Polskie» (зараз у «Gazeta Wrocławska»). Він є творцем і ведучим телевізійних програм: Ojczyzna polszczyzna (1987—2007, щотижневик) та Słownik polsko@polski (з 2009 року, щотижневик).

## Біографія

### Ранні роки
Народився 7 червня 1946 року в Тарновських Гурах як син Францішека Мйодека (1915—2002) та Яніни, уродженої Ковальської. У 1963 році склав іспит на атестат зрілості у Другій загальній середній школі імені Станіслава Сташица в рідному місті. У його атестаті про закінчення середньої школи середній бал був 4,9. Він мав дуже хороші оцінки з усіх предметів, крім математики, з якої отримав «4».
У молодості він мріяв стати журналістом. У 1963 році він розпочав навчання у Вроцлавському університеті. Після захисту магістерської дисертації на тему «Місцеві культурні назви, такі як Сьрода, П'яттек, Воля, Осієк», йому запропонували асистентське стажування на місцевому відділі польської мови.

### Робота в медіа
З 1968 року друкується у вроцлавській щоденній газеті «Słowo Polskie», де веде рубрику «Rzecz o jezyka», а з 1987 по 2007 рік вів програму Ojczyzna polszczyzna на польському телебаченні. Він також мав щотижневу колонку у «Західному віснику» та щомісячну у «Сілезькій газеті». З 1995 року він веде регулярну програму в прямому ефірі на вроцлавському відділенні TVP під назвою «Професор Мйодек відповідає». Він також публікувався у щомісячнику «Wiedza i Życie».
З 2009 року ведучий програми Słownik polsko@polski на TVP Polonia, у 2009—2013 роках разом з Агатою Дзіковською, потім у період з вересня 2013 по червень 2014 року разом з Магдаленою Бобер, а з вересня 2014 року співведучою програми є доктор Юстина Янус-Конарська. Під час програми глядачі з Польщі та з-за кордону можуть ставити запитання щодо польської мови через Skype або надсилаючи електронні листи.
З 2015 року він є співавтором серії програм «Polska z Miodkiem» (Польща з Мйодеком), у яких за кілька хвилин пояснює походження назв польських міст, регіонів, озер тощо. Прем'єри транслюються на TVP Polonia, а всі випуски (122 матеріали — серпень 2018 року) доступні на сервісі TVP VOD.
У своїй роботі він представляє прескриптивний підхід до мови.

### Судовий процес проти Гжегоша Брауна

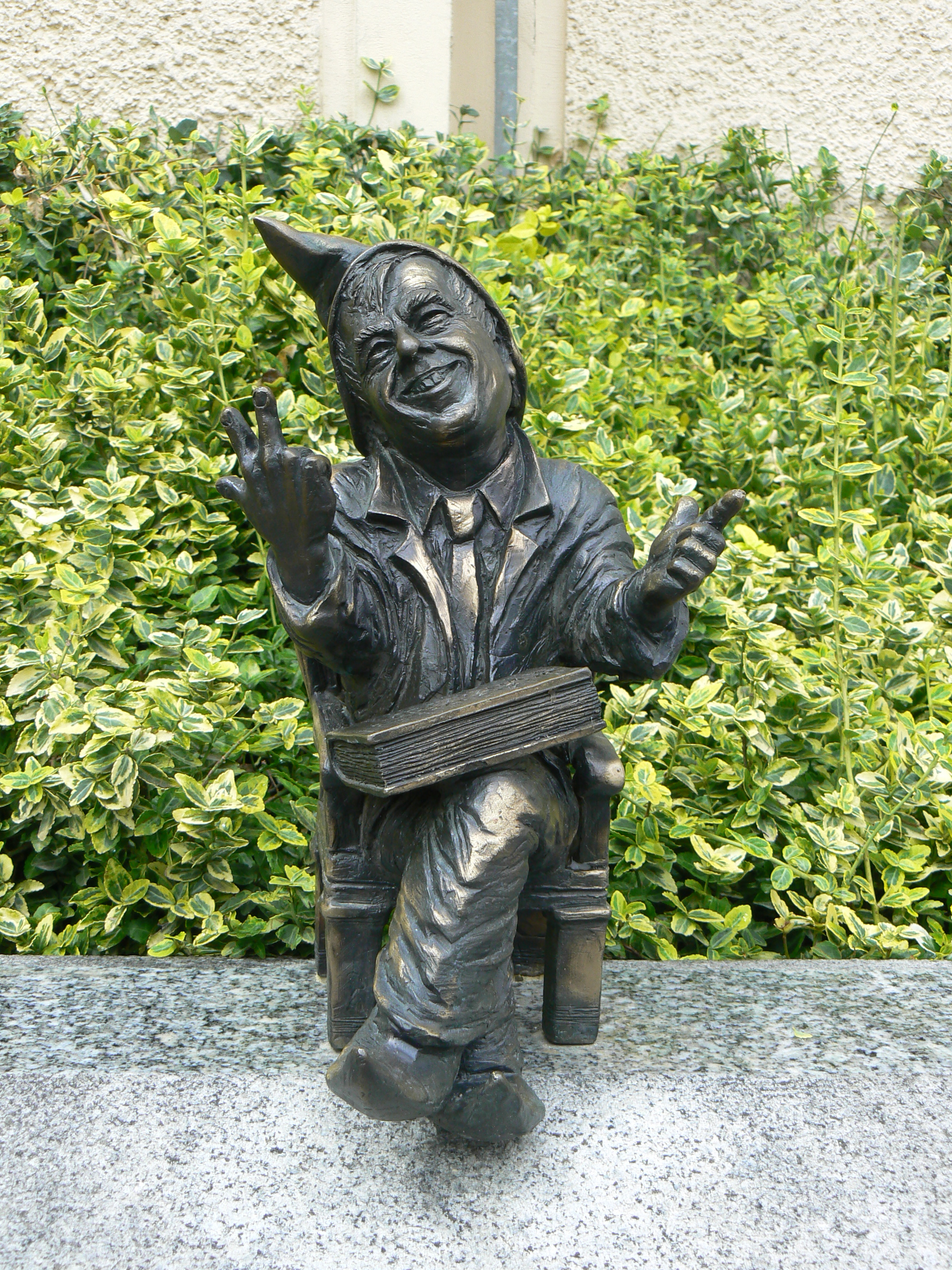
Вроцлавський гномик, встановлений перед будівлею Інституту польської філології, на згадку про професора Яна Мйодека. Фігурка була створена на честь 70-річчя та завершення викладацької кар'єри професора Мйодека

У 2007 році Мйодек подав позов про наклеп проти публіциста Гжегожа Брауна, який публічно звинуватив його у співпраці зі Службою безпеки. Суд другої інстанції у своєму остаточному рішенні зобов'язав Брауна вибачитися та сплатити штраф на благодійність. У своєму обґрунтуванні суд, серед іншого, зазначив, що публіцист допустив «грубу недбалість» та «суттєво порушив особисті права, честь та добре ім'я» Яна Мйодека. У 2009 році вирок був підтриманий Верховним Судом 29 травня 2010 року Гжегож Браун подав скаргу до Європейського суду з прав людини, посилаючись на статтю 10 (право на свободу слова) Європейської конвенції з прав людини. Провадження розпочалося 14 березня 2013 року та завершилося у листопаді 2014 року рішенням Суду, яке визнало, що польське судове провадження безперечно порушило свободу слова, та зобов'язало Польщу виплатити компенсацію та відшкодування збитків Гжегожу Брауну.

## Наукова діяльність
У 1983 році здобув науковий ступінь доктора, габілітованого, та посаду доцента Вроцлавського університету. Основою колоквіуму стали дві книги — «Річ про мову» та «Нариси про сучасну польську мову та мовну культуру в теорії та практиці».
З травня 1989 року по серпень 2016 року був директором Інституту польської філології Вроцлавського університету. У 1991 році сенат цього університету присвоїв йому посаду доцента, а в 1995 році Мйодеку надано звання професора від президента Леха Валенси. 20 жовтня 2005 року йому присвоєно звання почесного доктора Вільнюського педагогічного університету, а 10 березня 2006 року він отримав це звання від Опольського університету.

## Приватне життя
У 1968 році він одружився з Терезою Тачановською, з якою познайомився під час навчання. У 1976 році народився їхній син Марцин (доктор гуманітарних наук та співробітник Інституту германської філології Вроцлавського університету).
Приватно він є фанатом футбольного клубу Ruch Chorzów.
Професор Ян Мйодек зіграв самого себе в епізоді серіалу «Ліцензія на батьківство», що транслювався на TVP2 22 квітня 2010 року.
У фільмі «Вівторок» використано фрагмент програми Ojczyzna polszczyzna за участю професора Мйодека.

## Нагороди
- Срібна медаль за заслуги перед культурою Gloria Artis (2015)[13]
- Медаль «За заслуги перед польською мовою»[14]
- Медаль «За заслуги у поширенні знань про захист» (2012)[15][16]

Він здобув численні відзнаки, зокрема: нагороди імені Войцеха Корфанти, Сілезьку премію імені Юліуша Лігоня (2006), нагороди імені Юліуша Лігоня від професора Гуго Штайнхауза, нагороди Товариства друзів Сілезії у Варшаві, Ложі лідерів у Катовіце, нагороди Міністра національної освіти, ректора Вроцлавського університету та «Золотий глобус», що вручається Вроцлавською торгово-промисловою палатою. Його двічі обирали найпопулярнішим мешканцем Вроцлава; він також є почесним громадянином Вроцлава, Тарновських Гур та Калет, а також singularis incola села Біліце. У 2016 році надано звання Почесного громадянина Нижньої Сілезії Civi Honorario.
Він є неодноразовим лауреатом телевізійних премій «Віктори» (1988, 1991, 1998) та премії «Супервіктор» за життєві досягнення у 1998 році. Він також посів четверте місце в опитуванні, організованому тижневиком «Політика» для найвидатніших телевізійних діячів 20-го століття (2000).
У 2019 році Міодека відзначила MPK Wrocław, яка попросила його записати оголошення для зупинки «Університет Вроцлавський».

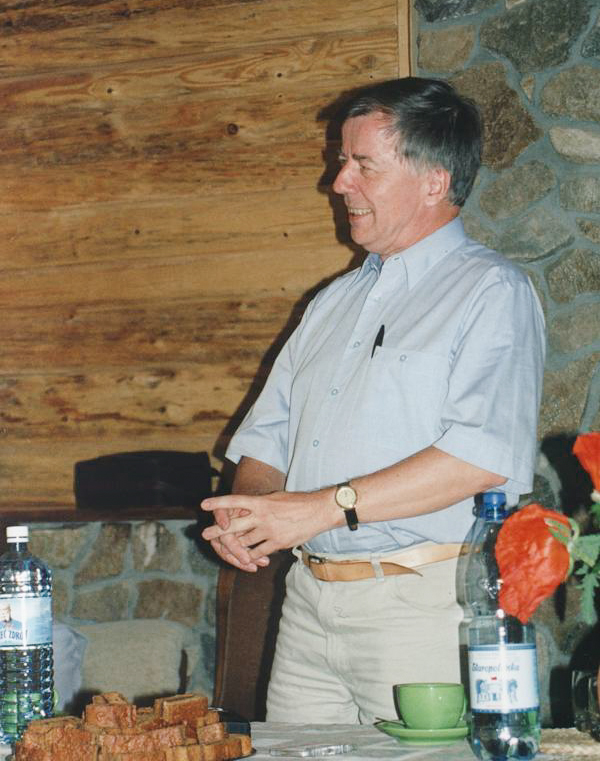
Професор Мйодек під час соціальної лекції в Белиці (червень 2002 року)

## Вибранні праці
- Syntetyczne konstrukcje leksykalne w języku polskim, Zakład Narodowy im. Ossolińskich, Wrocław 1976
- Kultura języka w teorii i praktyce, Wyd. Uniwersytetu Wrocławskiego, Wrocław 1983
- Rzecz o języku. Szkice o współczesnej polszczyźnie, Zakład Narodowy im. Ossolińskich, Wrocław 1983, ISBN 83-04-00915-3.
- Odpowiednie dać rzeczy słowo. Szkice o współczesnej polszczyźnie, Państwowy Instytut Wydawniczy, Warszawa 1993, ISBN 83-06-02278-5.
- Ojczyzna polszczyzna dla uczniów, Wydawnictwo Radia i Telewizji, Warszawa 1990, ISBN 83-212-0581-X.
- Przez lata ze słowem polskim, Zakład Narodowy im. Ossolińskich, Wrocław-Warszawa-Kraków 1991, ISBN 83-04-03628-2.
- Śląska ojczyzna polszczyzna, Wojewódzka Biblioteka Publiczna, Katowice 1991, ISBN 83-900122-3-5.
- O języku do kamery, Krajowa Agencja Wydawnicza, Rzeszów 1992, ISBN 83-03-03527-4.
- Nie taki język straszny. O polszczyźnie do uczniów, Gdańskie Wydawnictwo Oświatowe, Gdańsk 1996, ISBN 83-85694-32-3.
- Miodek drąży skałę, Towarzystwo Przyjaciół Polonistyki Wrocławskiej, Wrocław 1993, ISBN 83-7091-006-8.
- Jaka jesteś, polszczyzno?, Towarzystwo Przyjaciół Polonistyki Wrocławskiej, Wrocław 1996, ISBN 83-7091-025-4.
- Rozmyślajcie nad mową!, Prószyński i S-ka, Warszawa 2002, ISBN 83-7337-195-8.
- ABC polszczyzny, Wydawnictwo Dolnośląskie, Wrocław 2004, ISBN 83-7384-160-1.
- Słownik ojczyzny polszczyzny, wyd. Europa, Wrocław 2002, ISBN 83-87977-92-6.
- Słowo jest w człowieku, Wydawnictwo Dolnośląskie, Wrocław 2007, ISBN 978-83-7384-696-8.
- Słownik polsko@polski z Miodkiem. Rozmowy profesora Jana Miodka o języku polskim z telewidzami z kraju i ze świata, Wydawnictwo Marina, Wrocław 2010, ISBN 978-83-61872-08-5.
- Słownik polsko@polski z Miodkiem drugi tom cyklu Rozmowy profesora Jana Miodka o języku polskim z telewidzami z kraju i ze świata, Wydawnictwo Marina, Wrocław 2013, ISBN 978-83-61872-76-4.
- Wszystko zależy od przyimka, Wydawnictwo Agora, Warszawa 2014, ISBN 978-83-2681-308-5 (у співавторстві з Єжи Бральчиком та Анджеєм Марковським).
- Trzy po 33, Wydawnictwo Agora, Warszawa 2016, ISBN 978-83-268-2415-9 (у співавторстві з Єжи Бральчиком та Анджеєм Марковським).
- Słownik polsko@polski z Miodkiem trzeci tom cyklu Rozmowy profesora Jana Miodka o języku polskim z telewidzami z kraju i ze świata, Wydawnictwo Marianna, Wrocław 2016, ISBN 978-83-6187-265-8.
- Polszczyzna. 200 felietonów o języku, Wydawnictwo Znak. Kraków 2022, ISBN 978-83-240-6568-4.